# 30 Hours
«30 Hours » es una canción del músico de rap estadounidense Kanye West, con coros de Andre 3000, que se encuentra en el séptimo álbum de estudio de West, The Life of Pablo (2016). La canción fue lanzada como sencillo promocional del álbum como parte del programa GOOD Fridays de West.

## Composición y letra
"30 Hours" samplea en gran medida la canción "Answers Me" de 1986 de Arthur Russell. La canción también incluye una muestra de batería del sencillo de 1973 "Joy" de Isaac Hayes.
La versión del álbum tiene un outro similar al de "Last Call" del álbum de estudio debut de West, The College Dropout (2004). Cuando se realizaron todos los cambios en The Life of Pablo en junio de 2016, West ya había elaborado la canción para que sonara como la versión original.

## Lanzamiento
Antes del lanzamiento de la canción, " Real Friends " y " No More Parties in LA " ya habían sido lanzadas para streaming como parte del programa GOOD Fridays. La canción fue lanzada como sencillo promocional tal como estaban, por lo que West la puso a disposición únicamente para transmisión gratuita en SoundCloud en lugar de sitios como iTunes o Amazon Music donde había que pagar. "30 Hours" fue posteriormente eliminado de SoundCloud, a pesar de que los dos sencillos promocionales " Facts " y "No More Parties in LA" todavía estaban disponibles en el sitio.
En un momento dado, se planeó que "The Life of Pablo" se titulara "Waves" y la canción iba a ser parte del Acto 2 en una de las listas de canciones del álbum.El día que se lanzó la canción, West anunció a través de Twitter que el álbum presentado estaba siendo masterizado y programado para su lanzamiento más tarde ese día, junto con la promoción del sencillo; sin embargo, el lanzamiento se retrasó dos días debido a que Chance the Rapper luchó por mantener la canción "Waves" como parte de él.
Dos días después del lanzamiento de "The Life of Pablo", West tuiteó su agradecimiento a Drake por ayudarlo a escribir "30 Hours" junto con "Father Stretch My Hands Pt. 1" y también prometió más música con Drake y Future.

## Grabación
La fotografía del vocalista de fondo Andre 3000 en el estudio junto a otros raperos con West trabajando en el álbum fue publicada en el Instagram de 2 Chainz en enero de 2016. Cuando Andre se dirigía al estudio en Los Ángeles, decidió llevar consigo a un pasajero de Uber al azar. André reveló que esperaba lanzar un verso invitado en "30 Hours" y que otros esperaban uno de él, aunque la colaboración fracasó.

## Recepción crítica
Al reseñar The Life of Pablo para Rolling Stone, Rob Sheffield consideró "30 Hours" como "la canción más impresionante aquí". 

## Rendimiento comercial
Tras el lanzamiento de The Life of Pablo, la canción debutó en el puesto número 6 en la lista Bubbling Under R&B/Hip-Hop Singles de Billboard de EE. UU. y permaneció allí durante un total de dos semanas. 

## Créditos y personal
Créditos adaptados del sitio web oficial de West.
- Producción: Kanye West, Karriem Riggins y Mike Dean #MWA para Dean's List Productions
- Producción adicional: Noah Goldstein para Ark Productions, Inc.
- Ingeniería: Noah Goldstein, Andrew Dawson, Anthony Kilhoffer, Mike Dean y Tom Kahre
- Mezcla – Manny Marroquin en Larrabee Studios, North Hollywood, CA
- Mezcla asistida por Chris Galland, Ike Schultz y Jeff Jackson
- Coros – André Benjamin
- Codificador de voz – Mike Dean

## Gráficos
| Gráfico (2016)                                    | Cima posición |
| ------------------------------------------------- | ------------- |
| UK Singles (Compañía de listas oficiales)         | 143           |
| US Bubbling Under R&B/Hip-Hop Singles (Billboard) | 6             |